# Haiti na Letnich Igrzyskach Olimpijskich 2008
Reprezentacja Haiti na Letnich Igrzyskach Olimpijskich 2008 w Pekinie liczyła siedmioro zawodników. Był to czternasty start Haiti na letnich igrzyskach olimpijskich.

## Wyniki reprezentantów Haiti

### Boks
Mężczyźni
| Zawodnik       | Konkurencja    | 1/32                   | 1/16                         | Ćwierćfinał                  | Półfinał                     | Finał                        |
| Zawodnik       | Konkurencja    | Przeciwnik Wynik       | Przeciwnik Wynik             | Przeciwnik Wynik             | Przeciwnik Wynik             | Przeciwnik Wynik             |
| -------------- | -------------- | ---------------------- | ---------------------------- | ---------------------------- | ---------------------------- | ---------------------------- |
| Azea Austinama | waga półciężka | Washington Silva P 2-6 | Odpadł z dalszej rywalizacji | Odpadł z dalszej rywalizacji | Odpadł z dalszej rywalizacji | Odpadł z dalszej rywalizacji |

### Judo
Mężczyźni
| Zawodnik    | Konkurencja | Preeliminacje              | 1/32                         | 1/16                         | Ćwierćfinał                  | Półfinał                     | Pierwsza runda repasaży      | Ćwierćfinał repasaży         | Półfinał repasaży            | Finał                        |
| Zawodnik    | Konkurencja | Przeciwnik Punkty          | Przeciwnik Punkty            | Przeciwnik Punkty            | Przeciwnik Punkty            | Przeciwnik Punkty            | Przeciwnik Punkty            | Przeciwnik Punkty            | Przeciwnik Punkty            | Przeciwnik Punkty            |
| ----------- | ----------- | -------------------------- | ---------------------------- | ---------------------------- | ---------------------------- | ---------------------------- | ---------------------------- | ---------------------------- | ---------------------------- | ---------------------------- |
| Joel Brutus | +100 kg     | Kim Sung-Bum P 0000 / 1001 | Odpadł z dalszej rywalizacji | Odpadł z dalszej rywalizacji | Odpadł z dalszej rywalizacji | Odpadł z dalszej rywalizacji | Odpadł z dalszej rywalizacji | Odpadł z dalszej rywalizacji | Odpadł z dalszej rywalizacji | Odpadł z dalszej rywalizacji |

Kobiety
| Zawodniczka               | Konkurencja | Preeliminacje                     | 1/32                          | 1/16                          | Ćwierćfinał                   | Półfinał                      | Pierwsza runda repasaży       | Ćwierćfinał repasaży          | Półfinał repasaży             | Finał                         |
| Zawodniczka               | Konkurencja | Przeciwnik Punkty                 | Przeciwnik Punkty             | Przeciwnik Punkty             | Przeciwnik Punkty             | Przeciwnik Punkty             | Przeciwnik Punkty             | Przeciwnik Punkty             | Przeciwnik Punkty             | Przeciwnik Punkty             |
| ------------------------- | ----------- | --------------------------------- | ----------------------------- | ----------------------------- | ----------------------------- | ----------------------------- | ----------------------------- | ----------------------------- | ----------------------------- | ----------------------------- |
| Ange Mercie Jean Baptiste | 57 kg       | Yurisleydis Lupetey P 0000 / 0111 | Odpadła z dalszej rywalizacji | Odpadła z dalszej rywalizacji | Odpadła z dalszej rywalizacji | Odpadła z dalszej rywalizacji | Odpadła z dalszej rywalizacji | Odpadła z dalszej rywalizacji | Odpadła z dalszej rywalizacji | Odpadła z dalszej rywalizacji |

### Lekkoatletyka
Mężczyźni
| Zawodnik       | Konkurencja       | Eliminacje | Eliminacje | Ćwierćfinał | Ćwierćfinał | Półfinał                     | Półfinał                     | Finał                        | Miejsce                      |
| Zawodnik       | Konkurencja       | Wynik      | Miejsce    | Wynik       | Miejsce     | Wynik                        | Miejsce                      | Wynik                        | Miejsce                      |
| -------------- | ----------------- | ---------- | ---------- | ----------- | ----------- | ---------------------------- | ---------------------------- | ---------------------------- | ---------------------------- |
| Dudley Dorival | 110m przez płotki | 13.78      | 30 Q       | 13.71       | 25          | Odpadł z dalszej rywalizacji | Odpadł z dalszej rywalizacji | Odpadł z dalszej rywalizacji | Odpadł z dalszej rywalizacji |

Kobiety
| Zawodniczka           | Konkurencja       | Eliminacje | Eliminacje | Ćwierćfinał                   | Ćwierćfinał                   | Półfinał                      | Półfinał                      | Finał                         | Miejsce                       |
| Zawodniczka           | Konkurencja       | Wynik      | Miejsce    | Wynik                         | Miejsce                       | Wynik                         | Miejsce                       | Wynik                         | Miejsce                       |
| --------------------- | ----------------- | ---------- | ---------- | ----------------------------- | ----------------------------- | ----------------------------- | ----------------------------- | ----------------------------- | ----------------------------- |
| Barbara Pierre        | 100m              | 11.52      | 30 Q       | 11.56                         | 31                            | Odpadła z dalszej rywalizacji | Odpadła z dalszej rywalizacji | Odpadła z dalszej rywalizacji | Odpadła z dalszej rywalizacji |
| Ginou Etienne         | 400m              | 53.94      | 41         |                               |                               | Odpadła z dalszej rywalizacji | Odpadła z dalszej rywalizacji | Odpadła z dalszej rywalizacji | Odpadła z dalszej rywalizacji |
| Nadine Faustin-Parker | 100m przez płotki | 13.25      | 29         | Odpadła z dalszej rywalizacji | Odpadła z dalszej rywalizacji | Odpadła z dalszej rywalizacji | Odpadła z dalszej rywalizacji | Odpadła z dalszej rywalizacji | Odpadła z dalszej rywalizacji |